# Gruppo di Dombes
Il Gruppo di Dombes è un gruppo di dialogo ecumenico. È un incontro annuale non ufficiale di teologi Cattolici e Protestanti francofoni che avviene regolarmente dal 1937. La caratteristica principale è che il dialogo teologico avviene con un approccio spirituale all'ecumenismo: oltre alla discussione di argomenti dottrinali, comprende la preghiera comune e l'indirizzo di una chiamata alla conversione alle rispettive chiese. Questo autorevole gruppo è un punto di riferimento internazionale nel dialogo ecumenico e i suoi lavori hanno ispirato il Concilio Vaticano II e il Consiglio Ecumenico delle Chiese.

## Storia
È il primo gruppo storico misto, tra protestanti e cattolici: si costituì in Francia nel 1937. La nascita è legata a tre personaggi: il cattolico Paul Couturier, sacerdote della diocesi di Lione, il pastore protestante Berthold Zwicki e il parroco cattolico di Nostra Signora di Sant'Albano a Lione Lorenzo Remillieux, incoraggiato dal suo vescovo. Il pastore era direttore della Fraternità di San Giovanni, di carattere ecumenico, fondata da Riccardo Bäulin, pastore di Erlenbach, nella regione di Francoforte.
Il primo incontro (tre pastori protestanti e di tre sacerdoti cattolici), durato tre giorni dal 18 al 22 luglio 1937, si tenne nel monastero trappista di Notre Dame des Dombes (abbazia cistercense ora appartenente alla Comunità Chemin Neuf) 40 km a nord di Lione sull'altopiano di Les Dombes in zona limitrofa alla Svizzera protestante e prese il nome di "fraternità" di Erlenbach o dei "Dombes".
Negli anni successivi gli incontri si ripeterono, aumentò il numero dei partecipanti e si allargò l'area geografica di provenienza. I partecipanti erano pastori, professori e studenti di facoltà teologiche, specialmente religiosi. Ci si riuniva durante le vacanze, alternativamente in una sede cattolica e in una protestante. 
Nel 1946, dopo la guerra, il nucleo dei Dombes si rinnovò, imperniandosi sulla figura del predicatore neocalvinista Jean de Saussure, coinvolto nel nascente Consiglio Mondiale delle Chiese e in dialogo con gli ambienti anglicani.
Da allora i partecipanti (circa una quarantina) sono professori di diverse università e seminari di Francia, membri del Consiglio Mondiale delle Chiese, pastori svizzeri e francesi e fratelli della comunità monastica di Taizé, e si riuniscono per una settimana in settembre in clima di 
fraternità e preghiera. Proprio un fratello di Taizè, Max Thurian, è stato responsabile dell'iniziativa dopo la morte dei protagonisti, fino al 1985.
Dal 1998 ne fanno parte anche alcune donne e la sede degli incontri (che dal '71 si tenevano regolarmente a Les Dombes) è l'Abbazia benedettina di Pradines vicino a Roanne (nei Paesi della Loira).

## Pubblicazioni
I resoconti anteriori al 1955 furono pubblicati in forma privata anche per non incorrere in censure ecclesiastiche.
Dal 1956 al 1970 i risultati delle conversazioni furono pubblicati in forma di una breve serie di tesi. I temi furono il peccato originale, la mediazione di Cristo e il ministero della chiesa, la Chiesa come Corpo di Cristo, l'autorità pastorale, l'apostolicità, il sacerdozio, la dottrina dello Spirito Santo, l'intercomunione, la successione apostolica, Chiesa e Spirito Santo e la comunione dei santi.
Dal 1971, il diffondersi dell'apertura e dell'interesse per il dialogo ecumenico, convinsero il gruppo a lasciare il genere letterario specialistico e ad orientarsi verso lavori di orizzonte più ampio.
Furono così prodotti cinque documenti:
- Vers une même foi eucharistique? (1972),
- Pour une réconciliation des ministères (1973),
- Le ministère épiscopal (1976),
- L'Esprit-Saint, l'Église et les sacrements (1979),
- Le ministère de communion dans l'Église universelle (1986).

In occasione del 50º anniversario del gruppo, nel 1987, tutte queste pubblicazioni (comprese le tesi elaborate tra il ‘56 e il ‘70) furono riunite in un solo volume dal titolo:
- Pour la communion des Églises : L'apport du Groupe des Dombes (1937-87)[6]

Successivamente hanno visto la luce:
- Pour la conversion des Églises. Identité et changement dans la dynamique de communion (1991)
- Marie dans le dessein de Dieu et la communion des saint. Dans l'histoire et l'Écriture. Controverse et conversion (1997 e 1998)
- Un seul Maître. L'autorité doctrinale dans l'Église (2005)
- Vous donc, priez ainsi. Le Notre Père, itinéraire pour la conversion des Eglises (2011)

## Metodo
Il Gruppo di Dombes è un incontro non ufficiale: non ha mandati da nessuno e i documenti che produce non hanno altra autorità che quella che riescono a conquistarsi con il loro valore intrinseco. Ma la loro autorevolezza è tale che essi sono sempre tenuti in attenta considerazione nel dialogo ecumenico e spesso citati anche nei documenti ufficiali delle chiese.
L'originalità del metodo di lavoro è stata analizzata da molti studi. Si evidenzia il clima di amicizia tra i partecipanti, il lavorare “sans presse et sans paresse” (senza fretta e senza pigrizia) verso l'unità "che Dio vorrà, con i mezzi che Egli vorrà", ma soprattutto lo stretto legame tra il dialogo teologico e un'intensa preghiera comune celebrata insieme con la comunità ospitante, per arrivare a realizzare quella che il fondatore Paul Couturier definiva una teologia "tutta intrisa di preghiera".
Alla base sta la convinzione che la riconciliazione possa avvenire soltanto come frutto di un processo di conversione da parte delle diverse confessioni – che si convertono l'una l'altra e che vengono convertite da Dio. Per questo ogni lavoro si conclude con un appello alla conversione delle diverse chiese in relazione ai temi affrontati.
Particolare attenzione viene posta anche al rinnovamento del linguaggio nei confronti dei termini che nel passato hanno causato divisioni. 
Lo sforzo è quello di spiegarli e di esprimerli altrimenti con parole diverse, meno cariche del peso del passato.

## Opere

### Pubblicazioni del Gruppo in italiano
La maggior parte dei documenti del Gruppo di Dombes è stata pubblicata in versione italiana in
- Enchiridion Oecumenicum, 2 , Bologna, EDB, 1988, pp. 326–494
- Enchiridion Oecumenicum, 4 , Bologna, EDB, 1996, pp. 306–399

e sulla rivista 
- Regno-documenti, Bologna, EDB.

inoltre
- Verso una stessa fede eucaristica? Accordo tra cattolici e protestanti, Roma, A.V.E., 1973
- Il ministero episcopale: Documento ecumenico del Gruppo di Dombes in Il Regno 22 (1977) pagg.110-116
- Il ministero di comunione nella chiesa universale. Documento del Gruppo di Dombes in Il Regno 31 (1986) pagg.173-191.
- Per la conversione delle Chiese. Identità e cambiamento nella dinamica di comunione, Bologna, EDB, 1991. ISBN 8810401166
- Maria nel disegno di Dio e nella comunione dei santi, Biella, Qiqajon, 1998. ISBN 8882270157
- Un solo maestro (Mt 23,8). L'autorità dottrinale nella Chiesa, Bologna, EDB, 2006. ISBN 9788810401231
- Voi dunque pregate così (Mt 6,9). Il Padre Nostro, Bologna, EDB, 2011. ISBN 9788810401286